# Sauvey Castle

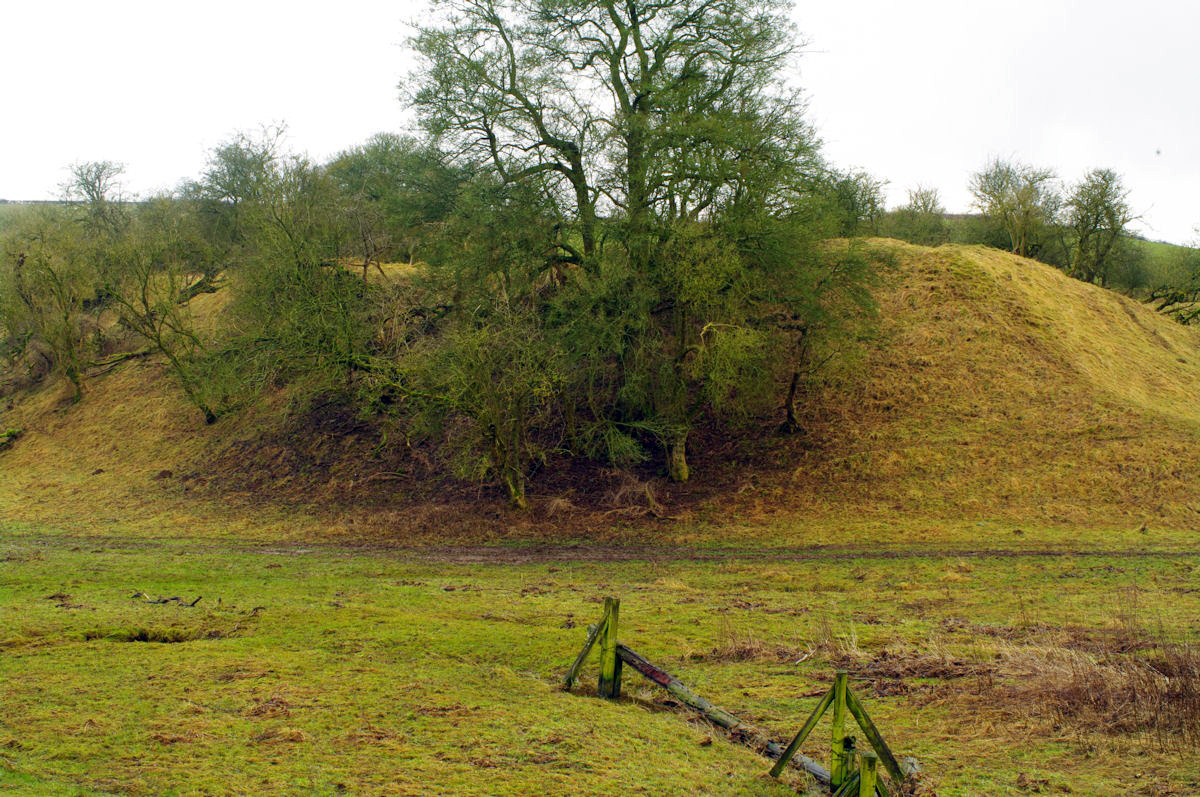
Erdhügel des Sauvey Castle

Sauvey Castle ist eine abgegangene Burg in der Gemeinde Withcote in der englischen Grafschaft Leicestershire. Es handelt sich dabei um die Überreste eines frühmittelalterlichen Ringwerkes und einer Motte, die heute als Scheduled Monument gelten. Die Burg wurde irgendwann zwischen 1135 und 1154 errichtet.